# Inter de Bayaguana
Futbol Club Inter RD, también conocido como Inter de Bayaguana, fue un club de fútbol profesional de la República Dominicana ubicado en la ciudad de Bayaguana, provincia, de Monte Plata. El club fue fundado en el año 2017 y en la temporada 2019 fue descendido a la Serie B de la Liga Dominicana de Fútbol.

## Entrenadores
| Entrenador       | Período       |
| ---------------- | ------------- |
| Miguel Bado      | 2017-2018     |
| Matías Tatangelo | 2018-presente |